# Zbledela kandolovka
Zbledela kandolovka (znanstveno ime Candolleomyces candolleanus) je gliva iz rodu kandolovk (Candolleomyces). Poimenovana je bila po švicarskemu botaniku Augustinu Pyramusu de Candolleju. Preden je bila leta 2020 premeščena v rod kandolovk, se je imenovala zbledela črnivka (Psathyrella candolleana).

## Značilnosti
Klobuk ima v premeru od 3 do 11 cm. Je zaobljeno stožčast ali konveksen v mladosti, kasneje se razširi in postane skoraj ploščat. Površina je gola in pogosto z plitvimi radialnimi gubami. V mladosti je medeno rumena, ko se izsuši, izrazito spremeni barvo v bledo rjavkasto ali skoraj belo. Rob mladih gob je okrašen z visečimi delnimi ostanki tančice; zrel rob se ponekod pogosto radialno razcepi.
Lističi so zelo gosti in so najprej sivkaste kasneje pa temno rjave barve.
Bet je visok od 4 do 13 cm in debel od 3 do 8 mm. Je bele barve, enakomerno valjast, krhek, votel, gol ali rahlo naguban in svilnat. Skoraj vedno brez obročka, včasih pa z ohlapno oprijetimi delnimi ostanki zastiralca.
Meso je zelo tanko, krhko, rjavkaste do belkaste barve. Brez izrazitega vonja in okusa.
Kemijske reakcije: KOH na površini kapice rožnato (včasih bežno) do lila sivo ali rjavkasto sivo.

## Razširjenost in življenjski prostor
Je široko razširjena po vseh celinah razen Antarktike. Je gniloživka in raste v skupinah na tratah, pašnikih in obdelovalnih površinah, tudi v gozdovih. Običajno v bližini nedavno odmrlih listavcev, njihovih korenin in štorov. Najpogosteje se pojavlja spomladi in zgodaj poleti, včasih pa tudi v jeseni.

## Mikroskopske značilnosti
Trosni odtis je temno rjav. Trosi so elipsoidni s prisekanim koncem, gladki in merijo 6,5–9,5 x 4–5 μm. V KOH postanejo temno rjavi. Plevrocistide so odsotne, heilocistide številne, zadebeljene, cilindrične do polimorfne oblike in velike približno 50 x 15 μm. Povrhnjica je sestavljena iz kroglastih celic.
- trosi
- heilocistida
- celice v povhrnjici

## Podobne vrste
- sljudnati tintovec (Coprinellus micaceus)
- dišeča sehlica (Marasmius oreades)
- nagubana čeladica (Mycena galericulata)
- prosojna črnivka (Psathyrella piluliformis)
- stonoga črnička (Britzelmayria multipedata)

## Uporabnost
Užitna, a se le redko nabira.